# لويس باسارين
لويس باسارين (16 أبريل 1902 - 17 أغسطس 1986) كان لاعب كرة قدم إسباني ومدرب كرة قدم.

## الحياة المهنية

### اللعب
ولد لويس كاساس باسارين في بونتيفيدرا، غاليسيا، بدأ مسيرته المهنية مع آر سي سيلتا دي فيغو. كان أحد قادة النادي الأوائل، وظهر في أول بطولة رسمية للنادي على الإطلاق، بطولة غاليسيا عام 1923، والتي انتهت بالفوز. أمضى باسارين ستة مواسم مع نادي فالنسيا، والذي تم إنشاؤه على وجه التحديد بعد مغادرته لنادي سيلتا. أفضل مشاركاته في الدوري الإسباني كانت في موسم 1932-1933 حيث لعب 17 مباراة، لكن الفريق لم يتمكن من احتلال سوى المركز التاسع من بين عشرة فرق، وتجنب الهبوط بصعوبة. بعد تقاعده في عام 1935 عمل في وزارة العمل، لكنه عاد بعد فترة وجيزة للعب مع نادي الهواة ناسيونال دي مدريد.
حصل باسارين على ست مباريات دولية مع إسبانيا، ومثل الأمة في دورة الألعاب الأولمبية الصيفية عام 1924.

### التدريب
بعد الحرب الأهلية الإسبانية، حصل باسارين على رخصة التدريب. كان مسؤولاً عن المنتخب الوطني لمباراة واحدة، ثم عاد إلى فالنسيا لموسم 1946-1947، وقاد النادي إلى بطولته الوطنية الثالثة في ست سنوات. حقق المركز الثاني في العام التالي، متخلفًا عن حامل اللقب نادي برشلونة بفارق ثلاث نقاط.
كما تولى باسارين تدريب سيلتا فيجو في خمس حملات بالدوري الممتاز في فترتين منفصلتين، وعمل أيضًا بهذه الصفة مع ريال أوفييدو،  ونادي بورتو (البرتغال).

## وفاته
توفي في 17 أغسطس 1986 عن عمر يناهز 84 عامًا، في مدريد.